# Autocross

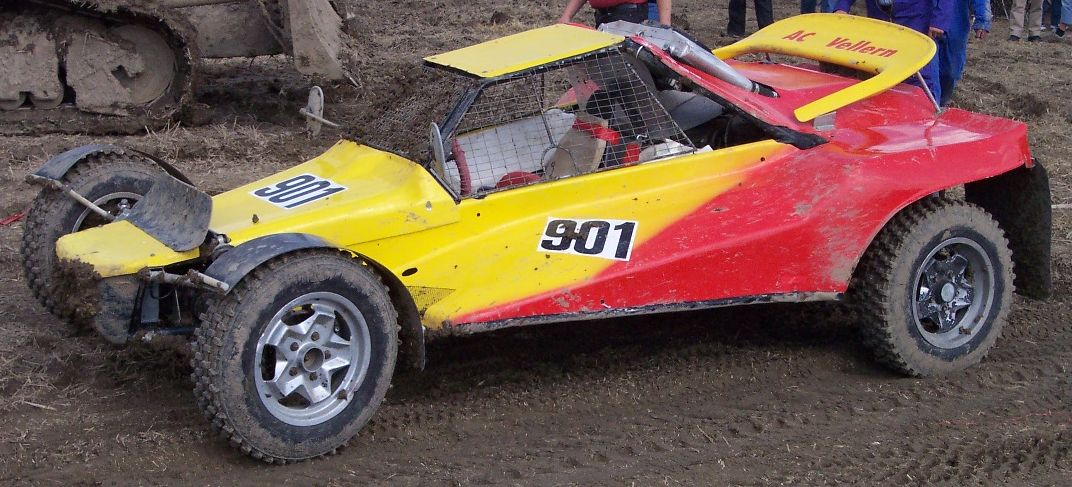
Offener, allradgetriebener Autocross-Rennwagen

Ein Autocross (auch Auto-Cross; Abk. AX) ist ein Autorennen im Sprintstil für sowohl offene, sogenannte Autocross-Einsitzer (Spezial-Crossfahrzeuge = Prototypen im Buggy-Format) als auch geschlossene Tourenwagen und Produktionswagen (die Mehrheit aller Pkw-Modelle) auf einer relativ kleinen und für das Publikum meist gut überschaubaren Rennstrecke.
Laut Definition der Weltautomobilsporthoheit FIA können, im Gegensatz zum Rallycross, die Autocross-Rundstrecken sowohl permanent als auch temporär sein, müssen aber eine Gesamtlänge zwischen 600 und 2000 Meter aufweisen und ausschließlich über losen Streckenbelag (Erde, Sand, Schotter usw.) verfügen. Der Startplatz (engl. Starting-Grid) kann allerdings asphaltiert oder betoniert sein – und in diesem Falle darf die Strecke in Deutschland dann auch ausnahmsweise für Rallycross verwendet werden. Darüber hinaus darf Autocross in Deutschland auch auf Kursen mit Asphalt- oder Betonpassagen oder vollständig versiegelter Fahrbahnfläche gefahren werden. In verschiedenen europäischen Ländern werden jedes Jahr zehn bis zwölf Wertungsläufe zur FIA Europameisterschaft für Autocross-Fahrer ausgetragen. In Deutschland ist der DMSB für die offizielle Deutsche Meisterschaft dieser Rennsportart verantwortlich. Zahlreiche, zumeist regionale, vom DMSB unabhängige und somit lizenzfreie Veranstaltungen, verbreiten diesen Motorsport zudem in der gesamten Bundesrepublik Deutschland. Im Gegensatz zum Autocross wird das artverwandte Rallycross auf permanenten Rennstrecken mit wechselndem Belag (meist Asphalt und Schotter) und einzig geschlossenen Fahrzeugen ausgetragen.

## Geschichte

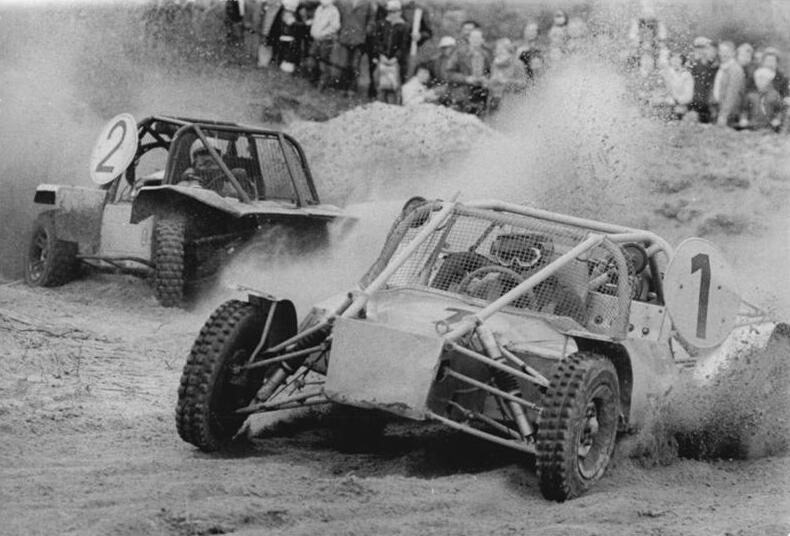
7. Berliner Auto-Cross (DDR-Meisterschaft) auf der Trabrennbahn in Karlshorst am 16. Oktober 1983

Die genaue Geburtsstunde des Autocross-Sports scheint heutzutage nicht mehr feststellbar zu sein. Ziemlich sicher ist jedoch, dass die ersten Rennen dieser Art bereits in den späten 1940er-Jahren in Großbritannien organisiert wurden. Manche britische Quellen verweisen auf einen gewissen Bert Westwood (ein Gründungsmitglied der British Trial and Rally Drivers' Association) als „Autocross-Daddy“, der mit dem East Anglia Motor Club federführend für die ersten AX-Wettbewerbe gewesen sein soll. Andere Informanten benennen dagegen den Hagley and District Light Car Club, der im Jahre 1947 in der Nähe der Straße zwischen Stourbridge und Bridgnorth das erste entsprechende Event durchgeführt haben soll. Ein G. E. Pinkerton, damaliges Mitglied vom Sporting Owner Drivers' Club, verweist seinerseits allerdings darauf, dass richtiges Autocross erst seit 1952 gefahren wird. Nach einem Leserbrief in der Zeitschrift Autosport will man die darin gemachten Vorschläge für eine neue Form des Rennsports über eine Graspiste auf dem Gelände des London Gliding Club an den Dunstable Downs erstmals ausprobiert haben. Nachdem das Testmeeting sehr erfolgreich war, habe sich Autocross dann relativ schnell zu seiner endgültigen Form weiterentwickelt.
Der erste offizielle Autocross-Wettbewerb auf dem europäischen Festland fand im Jahre 1968 in Großhöflein in Österreich statt. Der bekannte österreichische Rallyefahrer Walter Roser wurde damals Gesamtsieger des Rennens, auf einer Renault Alpine A110. Ein Teilnehmer dieses Premierenrennens war der spätere Formel-1-Weltmeister Jochen Rindt. Nur wenige Monate später, am 16. März 1969, wurde im hessischen Schlüchtern das erste Autocross Deutschlands ausgefahren.
Bis in die Mitte der 1970er-Jahre existierte kein einheitliches europäisches Reglement für diesen Sport – erst zum 1. Januar 1976 hob der Automobilsportweltverband FIA ein solches und zugleich auch den Europa-Cup als erste paneuropäische Meisterschaftsserie für die Division 3 aus der Taufe. Das Debüt des neuen Championats fand auf dem österreichischen Britaxring (heutiger Name: Nordring) in Fuglau bei Horn statt. Im Jahre 1981 bekam diese Rennserie schließlich auch offiziell den Status einer FIA-Europameisterschaft verliehen.
1979 wurde auch ein Europapokal für die Tourenwagenklasse, die Division 1, geschaffen. Der erste Gewinner dieser Trophäe war im gleichen Jahr der Österreicher Siegfried Pfeiffer auf Porsche 911. Auch diese Klasse wurde im Jahr 1981 zur offiziellen Europameisterschaft aufgewertet.
In den ersten Jahren des Europa-Cups bzw. der EM gab es keinerlei Hubraumbeschränkungen, sodass selbst Buggies mit Achtzylinder-Chevrolet-Camaro-Motoren und einem Hubraum bis zu 7500 cm³ eingesetzt wurden. Erst ab 1984 wurde der Hubraum auf 3500 cm³ begrenzt, 2001 wurde dieser aber wieder auf 4000 cm³ erweitert. Waren in der Königsklasse jahrelang 6- oder 8-Zylinder-Saugmotoren, hauptsächlich von Porsche, Tatra oder Renault, Standard, so werden seit Ende der neunziger Jahre auch vermehrt 4-Zylinder Turbo- oder Kompressormotoren eingesetzt, wobei es sich in der Mehrzahl um Fabrikate von Ford Cosworth oder VW/Audi handelt. Um auch den hubraumschwachen Fahrzeugen Erfolgschancen einzuräumen, entwickelte sich aus dem früheren Friedens- und Freundschaftscup, zu dem ursprünglich allerdings einzig Piloten aus dem damaligen Ostblock startberechtigt waren, ab 1987 der Inter-Cup für Buggies bis 1600 cm³. Als Donau-Cup und Europa-Cup in den 1980er- und 1990er-Jahren ausgetragen, bekam diese Klasse schließlich 2001 das FIA-EM-Prädikat verliehen und wird seitdem als Division 3 A bezeichnet.
Allradantrieb, für die meisten Autosportarten, die auf losem Untergrund betrieben werden, ein Muss, war im Europa-Cup und danach auch in der Autocross-EM zunächst kein Thema, doch sorgte eine Reglement-Panne der FIA 1985 für seine Zulassung. Diese Antriebsart begann sich daraufhin immer mehr durchzusetzen, erhöhte allerdings auch deutlich die Kosten für die Herstellung der Fahrzeuge. Heutzutage ist eine erfolgreiche Teilnahme an der Autocross-Europameisterschaft ohne Allradantrieb kaum noch vorstellbar. Als erster Autocrosser, der ein Fahrzeug mit Vierradantrieb einsetzte, gilt der Brite Howard Parkin. Von April 1961 bis in die 1970er hinein war der Cannonball genannte Open Special von Parkin fast unschlagbar und sicherte seinem Fahrer bei mehr als 60 Rennen die Tagesbestzeit (FTD = Fastest Time of the Day).
Der bislang erfolgreichste Pilot der Autocross-Geschichte ist der Deutsche Willi Rösel, der es zwischen 1979 und 1985 auf nicht weniger als sieben Europameistertitel in Serie und insgesamt 42 Einzelsiege brachte – gefolgt vom Tschechen Jaroslav Hosek mit nur einem einzigen EM-Titel, aber immerhin 31 Wertungslaufsiegen. Weitere erfolgreiche deutsche Autocrosser sind Helmut Wild (vier EM-Titel), Peter Mücke, Rolf Volland (je drei EM-Titel), Bernd Stubbe (10 EM-Titel) sowie Walter Bäuerle, Dennis Engel, Peter Derber und Adolf Heinz (je zwei EM-Titel). Auch die Schweiz kann mit Jürg Felix auf einen zweifachen Europameister für diese Disziplin verweisen. Der aktuelle Europameister der sogenannten Königsklasse, der Division 3, kommt aus Deutschland und heißt Bernd Stubbe.

## Klassen im Autocross

### Autocross-Europameisterschaft der FIA

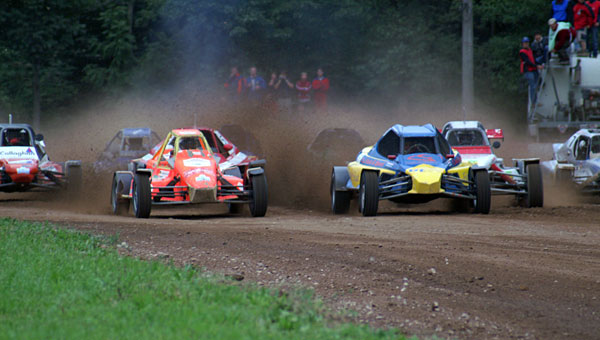
Start Finale Division 3, EM-Lauf 2005 in Maggiora: F. Duizendstra vor M. Behringer, D. Engel, P. Bartos und T. Callaghan

- Juniorbuggy: Spezialcrosser bis 600 cm³ (einsitzige Autocross-Fahrzeuge mit Zweirad- oder Vierradantrieb)
- Buggy 1600: Spezialcrosser bis 1600 cm³ (einsitzige Autocross-Fahrzeuge mit Zweirad- oder Vierradantrieb)
- Superbuggy: Spezialcrosser bis 4000 cm³ (einsitzige Autocross-Fahrzeuge mit Zweirad- oder Vierradantrieb)
- Cross-Buggy: Spezialcrosser bis 890 cm³ mit Zweiradantrieb

### Deutsche Autocross-Meisterschaft des DMSB

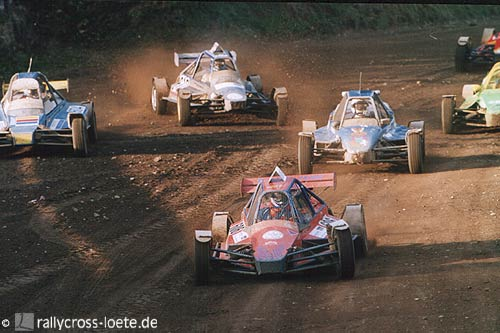
Deutsche Autocross-Meisterschaft des DMSB in Weigsdorf-Köblitz 2004: Finale der Spezial-Crossfahrzeuge

2015 gilt folgende Klasseneinteilung in der deutschen Meisterschaft.
- Klasse 1a: Junior-Buggy bis 500 cm³, max. 34 PS
- Klasse 1b: Junior-Buggy bis 500 cm³, max. 62 PS
- Klasse 2a: Serientourenwagen bis 21 Jahren
- Klasse 2b: Tourenwagen
- Klasse 3a: Spezialtourenwagen mit Zweiradantrieb
- Klasse 3b: Spezialtourenwagen mit Vierradantrieb
- Klasse 4a: Cross-Buggy bis 890 cm³ mit Zweiradantrieb
- Klasse 5a: Spezialcross-Buggy bis 1600 cm³ mit Vierradantrieb
- Klasse 5b: Spezialcross-Buggy über 1600 cm³ mit Vierradantrieb

### Autocross-Meisterschaft des DRCV
In der Meisterschaft des DRCV gibt es 2025 folgende Klassen.
- Klasse 0: Langstrecke Serien- und Spezialtourenwagen
- Klasse 1: Serientourenwagen bis 1400 cm³
- Klasse 2: Serientourenwagen über 1400 cm³ bis 1800 cm³
- Klasse 3: Serientourenwagen über 1800 cm³
- Klasse 4: Spezialtourenwagen bis 1800 cm³ (nur Frontantrieb)
- Klasse 5: Supertourenwagen bis 1600 cm³ (Allrad) oder 2000 cm³ (2WD)
- Klasse 6: Supertourenwagen über 1600 cm³
- Klasse 7: Sprint 1600 cm³ (ohne Allrad)
- Klasse 8: Buggy 1600 cm³ (mit Allrad)
- Klasse 9: Super-Buggy über 1600 cm³
- Klasse 10: Sprint 1150 cm³ (ohne Allrad)
- Klasse 11: Jugendklasse ab 14 Jahre Serientourenwagen bis 1400 cm³
- Klasse 12: Jugendklasse ab 16 Jahre Serientourenwagen bis 1400 cm³
- Klasse 13: Cross-Buggy bis 700 cm³ (ab 14 Jahre)
- Klasse 14: Cross-Kart bis 505 cm³ (ab 11 Jahre)
- Klasse 15: Cross-Buggy bis 890 cm³ (ab 16 Jahre)